# Pietro Chiesa

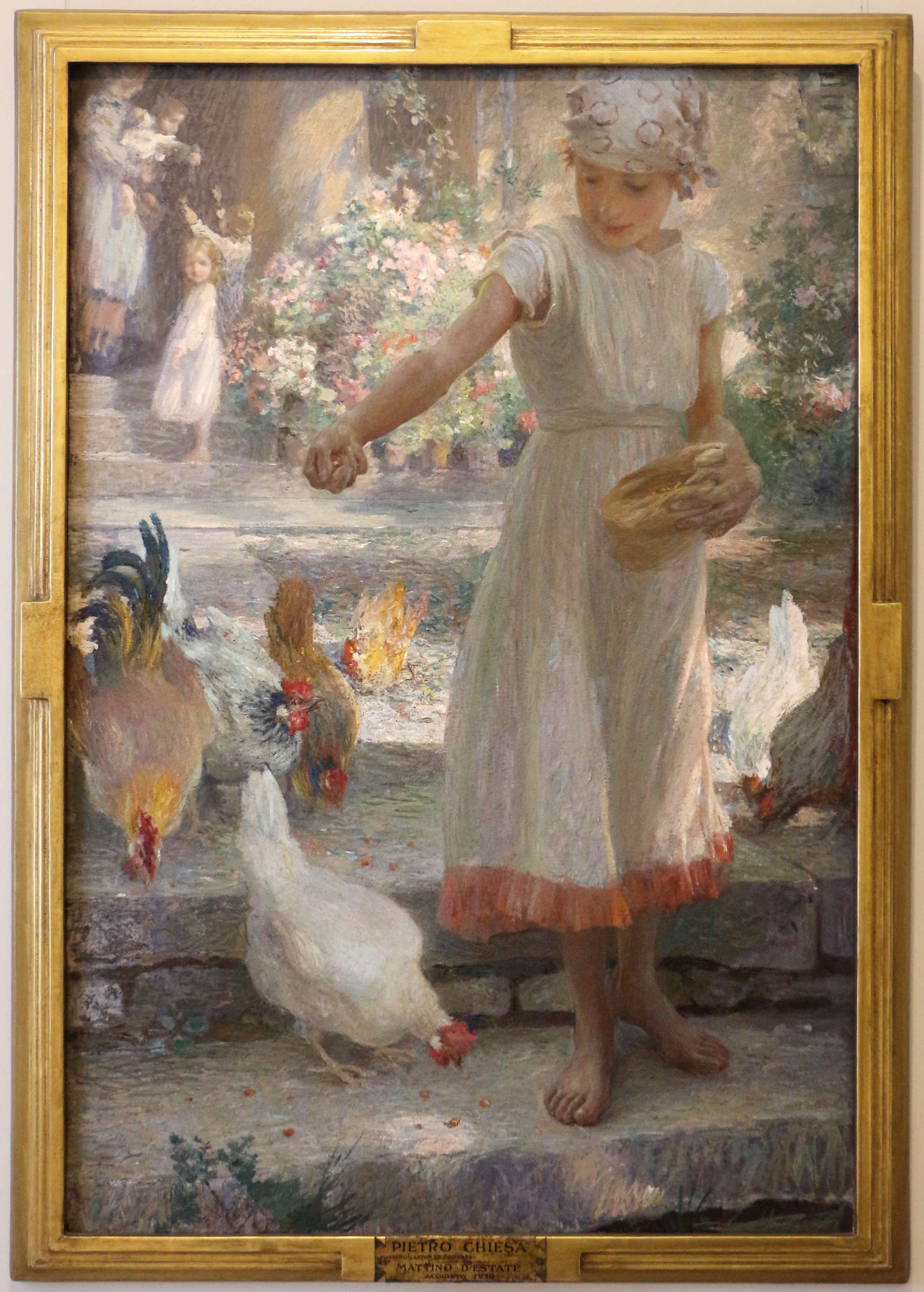
Mattino d’estate, 1890–1910, Galleria d’Arte Moderna, Mailand

Pietro Chiesa (* 29. Juli 1876 in Sagno bei Mendrisio; † 17. März 1959 in Sorengo bei Lugano) war ein schweizerischer Illustrator und Maler des Impressionismus.

## Leben
Pietro Chiesa erhielt seine künstlerische Ausbildung an der Accademia di Belle Arti di Brera von Mailand, an welcher er 1897 in der Ausstellung debütierte. 1898 waren seine Werke L’Abbrutito und Lavoratrice stanca auch Teil der Turiner Ausstellung. Bereits zwei Jahre später gewann er für sein Werk Riposo auf der Pariser Weltausstellung eine Medaille, was seinen Bekanntheitsgrad steigerte und wodurch seine Bilder Teil der Ausstellungen in München, Düsseldorf und Venedig waren. In der Zeit zwischen 1902 und 1910 gelang es dem Künstler, auf der in Mailand veranstalteten Sonderausstellung sein künstlerisches Können zu präsentieren.
Chiesa widmete sich neben der Malerei auch der Illustration. Zu seinen bekanntesten Illustrationen zählt eine Anzahl prächtig visionärer Tafel- und Textbilder zu Dantes Göttlicher Komödie. Er illustrierte zudem die Sonettzyklen La Cattedrale, La Reggia und La Città seines Bruders Francesco Chiesa, welche der poetischen Verherrlichung Mailands dienten.

## Stil und Werke (Auswahl)
Chiesas Werke werden dem Impressionismus zugeordnet. Neben der Landschaftsmalerei stellte er auch Szenen aus dem Landleben und Kinderbildnisse dar.
Zu seinen bekanntesten Werken zählen:
- L’Abbrutito, 1898
- Lavoratrice stanca, 1898
- Riposo, 1900
- Primavera, 1901
- Festa di Villaggio, 1903
- Vita infantile
- La leggenda di Thais, 1909
- Mattino d’estate, 1910